# 鹿島村 (佐賀県)
鹿島村（かしまむら）は、佐賀県藤津郡にあった村。

## 歴史
- 1889年（明治22年）4月1日 - 町村制の施行により、中村、常広村、井手村、森村が合併し、北鹿島村が発足。
- 1912年（大正元年）12月1日 - 北鹿島村が鹿島村と改称。同日、隣接する南鹿島村は町制施行により鹿島町と改称。
- 1954年（昭和29年）4月1日 - 藤津郡能古見村、浜町、鹿島町、古枝村と合併し鹿島市を新設して消滅。

## 村長
- 愛野時一郎